# Pierre Jean van de Laar
Pierre Jean van de Laar, eigenlijk Pieter Johannes van de Laar (Kessel, 1 april 1871 – Heerlen, 17 februari 1943) was een Nederlands schilder verbonden aan de kunstwerkplaatsen Cuypers & Co. in Roermond.

## Levensloop
Hij was een zoon van Willem van de Laar en zijn vrouw Gertruid Hendriks. Zijn vroegst bekende werk dateert van 1899. Op 6 oktober 1902 trouwde hij met de ‘dienstmeid’ Maria Helena Wennekers. Vervolgens vestigde hij zich in Roermond, waar hij in ieder geval tot 1937 actief was als schilder. Van de Laar schilderde christelijk-religieuze voorstellingen, landschappen, stadsgezichten en portretten.

## Lijst van werken
| Titel                                       | Datering  | Verblijfplaats         | Afbeelding |
| ------------------------------------------- | --------- | ---------------------- | ---------- |
| Kruisweg                                    | 1890s (?) | Sint-Pauluskerk, Vaals |            |
| Portret van een man                         | 1899      | Historiehuis, Roermond |            |
| Portretten van Maria Bex en Joannes Cuypers | 1930      | Cuypershuis, Roermond  |            |
| Portretten van Maria Bex en Joannes Cuypers | 1930      | Cuypershuis, Roermond  |            |